# Martin Ferdinand Quadal

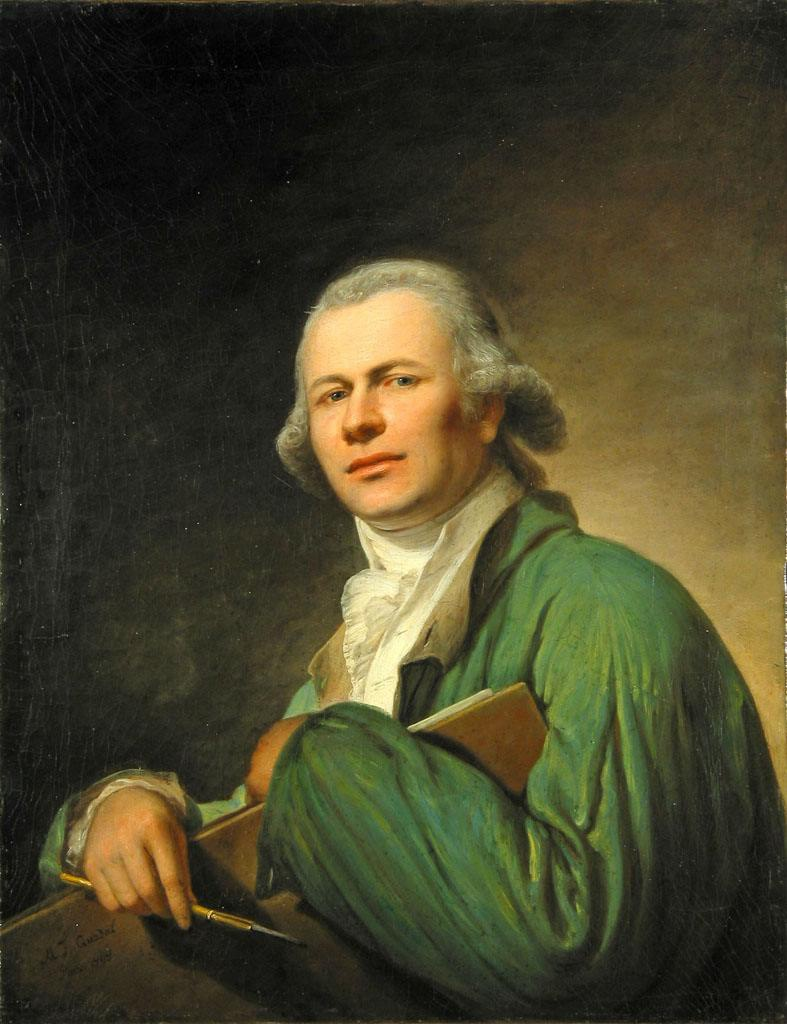
Martin Ferdinand Quadal, Selbstporträt

Martin Ferdinand Quadal (geb. Chwadal oder Chvatal, * 28. Oktober 1736 in Niemtschitz bei Kojetín, Mähren; † 11. Januar 1808 [nach anderen Angaben: 1811] in St. Petersburg) war ein österreichischer Porträt- und Tiermaler sowie Kupferstecher.

## Leben und Wirken

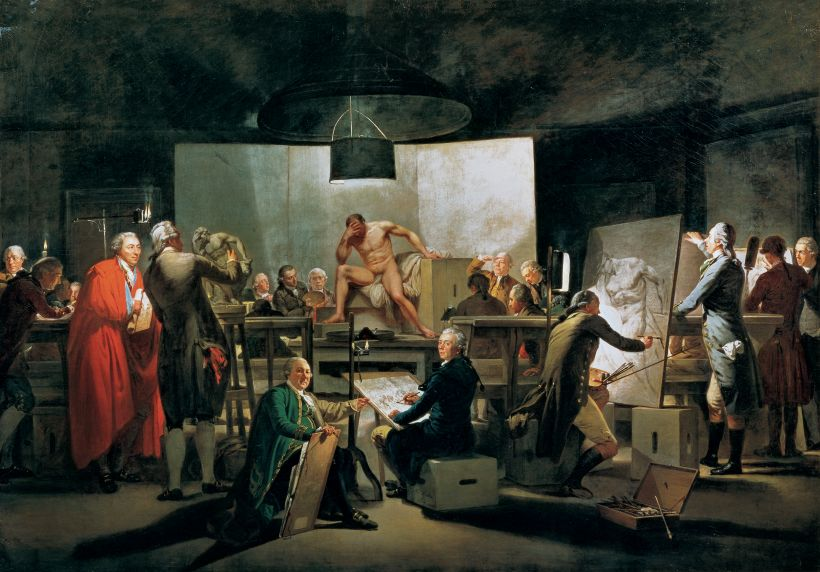
Der Aktsaal der Wiener Akademie

Quadal studierte an der Akademie der bildenden Künste Wien. Er lebte einige Jahre in Wien, sein weiteres Leben war von zahlreichen Studienreisen durch ganz Europa gekennzeichnet, die ihn durch Deutschland, England, Frankreich und Italien führten. 1797–1804 weilte er in St. Petersburg, war dann zwei Jahre in London und dann wieder bis zu seinem Tode in St. Petersburg. In einigen Kunstakademien Europas war er Ehrenmitglied.
Quadal war ein zu seiner Zeit sehr beliebter Porträt- und Tiermaler, der auch Genreszenen schuf. Er war Klassizist, der Anregungen aus England aufgriff. Die meisten seiner Gemälde befinden sich auch in England und Russland. Eines seiner interessantesten Bilder stellt die Mitglieder der Wiener Akademie beim Aktstudium dar. Darauf sind die bedeutendsten Künstler des späten 18. Jahrhunderts in Wien zu sehen, wie Franz Anton Maulbertsch, Friedrich Heinrich Füger, Johann Baptist Lampi oder die Bildhauer Johann Martin Fischer und Franz Anton Zauner. Auch Quadal selbst hat sich auf dem Bild verewigt.

## Werke (Auszug)

Kaiser Joseph II. mit Erzherzog Franz im Lager bei Minkendorf, 1788 (HGM)

- Selbstporträt, ca. 1785, Öl auf Leinwand, 37,1 × 27,3 cm (online, RISD Museum, Providence, USA).
- Der Aktsaal der Wiener Akademie im St. Anna-Gebäude im Jahr 1787 (Wien, Akademie der bildenden Künste, Inv. Nr. 100), 1787, Öl auf Leinwand, 145×206,5 cm
- Kaiser Joseph II. mit Erzherzog Franz und der Generalität im Lager bei Minkendorf (Münchendorf) im November 1786 (Heeresgeschichtliches Museum), 1788, Öl auf Leinwand, 212 × 325 cm.[2][3]
- Selbstporträt mit Hund, 1788, Öl auf Leinwand, Cincinnati Art Museum
- Porträt Anna Elisabeth van Tuyll van Seeroskerken (Museum Schloss Amerongen), 1793, Öl auf Leinwand, 134×23 cm
- Porträt Georg Heinrich Sieveking, 1796, Öl auf Leinwand
- Porträt Friedrich Gottlieb Klopstock, um 1796, Öl auf Leinwand
- Selbstporträt (St. Petersburg, Eremitage), 1798
- Porträt der Großfürstin Maria, Tochter von Zar Paul I. (Paris, Musée du Louvre), 1799, Öl auf Leinwand, 67×56 cm
- Krönung von Zar Paul I. und Maria Fjodorowna (Saratow, Staatliches Kunstmuseum), 1799
- Porträt Fürst Nikolay Ivanovich Saltykov, 1807, Öl auf Leinwand, Eremitage, St. Petersburg
- Bei Kerzenlicht, Öl auf Leinwand, Łazienki-Palast, Warschau

Hamburger Bildnisse
- Hermann Friedrich Goverts (29. Januar 1741 – 18. Februar 1817)
- Elisabeth Goverts (geborene Jahn, 7. April 1754 – 5. April 1802)
- Domsekretär Dr. Phil. Johann Philipp Beckmann (31. Dezember 1752 – 28. Juni 1814)
- Anna Margaretha Beckmann, geb. Schlüter (3. September 1757 – 15. Oktober 1825)